# Большое Гавдозеро
Большое Гавдозеро — озеро на территории Паданского сельского поселения Медвежьегорского района Республики Карелии.

## Физико-географическая характеристика
Площадь озера — 2,2 км², площадь водосборного бассейна — 53,8 км². Располагается на высоте 156,5 метров над уровнем моря.
Форма озера лопастная, продолговатая: вытянуто с северо-запада на юго-восток. Берега каменисто-песчаные, местами заболоченные.
Через озеро протекает река безымянный водоток, вытекающий из Малого Гавдозера и впадающий в Унутозеро, через которое протекает река Сонго, в итоге втекающая в озеро Селецкое.
В озере расположен один некрупный остров без названия.
У юго-восточной оконечности озера проходит дорога местного значения, ответвляющаяся в деревне Маслозере от дороги 86К-165 («Чёбино — Паданы — Шалговаара — Маслозеро»).
Код объекта в государственном водном реестре — 02020001111102000007499.

## Панорама

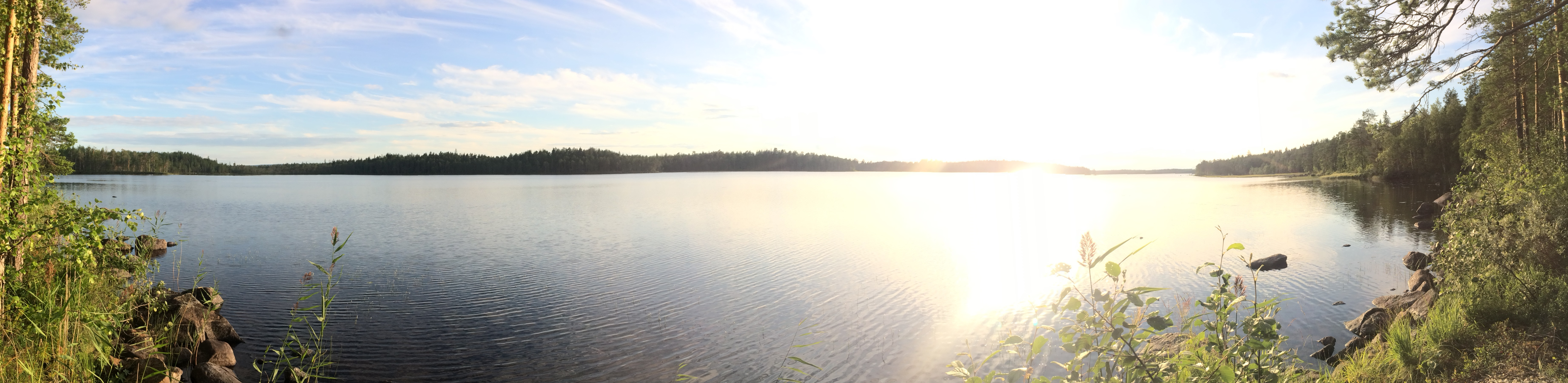
Панорама